# Amblycerus martorelli
Amblycerus martorelli là một loài bọ cánh cứng trong họ Bruchidae. Loài này được Bridwell miêu tả khoa học năm 1944.